# Sabás Cervantes
Sabás Cervantes (* 1940) ist ein ehemaliger mexikanischer Radrennfahrer.

## Sportliche Laufbahn
Cervantes war dreifacher Sieger der Mexiko-Rundfahrt (Vuelta y Ruta de Mexico). 1963, 1965 und 1966 gewann er das bedeutendste Etappenrennen seiner Heimat. Die Bergwertung in der Rundfahrt entschied er 1962 und 1963 für sich. Die Guatemala-Rundfahrt beendete er zweimal auf dem Podium, 1962 wurde er beim Sieg von Esteban Martin Dritter, 1963 Zweiter hinter Juan Ponaza.
Die Internationale Friedensfahrt fuhr er 1969, als Mexiko zum ersten Mal in dieser Rundfahrt am Start war. Er schied im Rennen aus.